# Gibe (woreda)
Cet article concerne le district. Pour la rivière Gibe affluent de l'Omo, voir Ghibie.
Gibe est un woreda de la zone Hadiya de la région Éthiopie du Centre. Ce district a 109 256 habitants en 2007. Son centre administratif est Homecho ou Homocho.
Détaché de son voisin Misha au plus tard en 2007, le district est bordé à l'ouest par l'Omo qui le sépare de Yem.
|     | Misha    |       |
| Yem | Gibe     | Misha |
|     | Gomibora |       |

Son centre administratif, Homecho ou Homocho, se trouve environ 30 km au nord-ouest d'Hosaena,.
Le recensement national de 2007 fait état de 109 256 habitants dans le district dont 5 % de citadins qui sont les 5 066 habitants d'Homocho.
Près de 93 % des habitants sont protestants, 6 % sont orthodoxes et 1 % sont catholiques.
En 2022, sa population est estimée à 149 118 personnes avec une densité de population de 333 personnes par km2 et 448 km2 de superficie,.
Comme toute la zone Hadiya, il fait partie de la région des nations, nationalités et peuples du Sud jusqu'à la création de la région Éthiopie du Centre en 2023.